# Gabbahalli, Mudigere
Gabbahalli là một làng thuộc tehsil Mudigere, huyện Chikmagalur, bang Karnataka, Ấn Độ.